# Табантал (Хромтауский район)
Табантал (каз. Табантал) — (раннее Магаджан) село в Хромтауском районе Актюбинской области Казахстана. Административный центр Табантальского сельского округа. Код КАТО — 156049100.

## Население
В 1999 году население села составляло 784 человека (395 мужчин и 389 женщин). По данным переписи 2009 года, в селе проживали 502 человека (251 мужчина и 251 женщина).